# Polydipsie
Polydipsie (uit het Grieks: 'πολύ' (poly) = veel, en 'διψάω' (dipsao) = dorsten) is een term in de geneeskunde voor langdurige extreme dorstigheid, of veel drinken, waarbij meestal geen alcoholische drank wordt bedoeld, maar gewoon de hoeveelheid water of waterige vloeistoffen (cola, sinas, koffie, thee, melk) die een patiënt tot zich neemt. ('dipsomaan' is echter wel een wat verouderde term voor een alcoholist).
De vraag die meestal rijst als iemand veel drinkt (en veel plast - polyurie) is de volgende: 'Plast deze persoon zoveel omdat hij (uit vrije wil) zoveel drinkt, of drinkt hij zoveel omdat hij (onvrijwillig, door een ziekte) zoveel plast?'
1. Er zijn mensen die veel dorst hebben of uit gewoonte 5 liter vocht per dag drinken. Dat vocht moet er natuurlijk weer uit, en dus plassen zulke mensen ook veel. Een tamelijk ongewone maar meestal onschuldige situatie. Soms kan dit echter leiden tot hyponatriëmie, een tekort aan natrium in het bloed.
2. En er zijn mensen waarbij de nieren het vocht niet kunnen tegenhouden en die dus veel plassen, waardoor ze dorst krijgen en wel moeten drinken als ze niet willen uitdrogen. De oorzaak van dit laatste kan in verschillende ziekten liggen
  1. de bekendste is suikerziekte. Hierbij kunnen de nieren niet alle suiker tegenhouden en de suiker neemt door osmotische aantrekking water mee. De plas zal altijd (veel) suiker bevatten, glucosurie. Deze oorzaak is dus met een enkel teststripje in de plas uit te sluiten.
  2. diabetes insipidus door stoornis in de ADH-secretie
  3. onvoldoende concentratievermogen van de nieren door een intrinsiek nierprobleem
    1. in de herstelfase van een anurie treedt een periode van slecht concentratievermogen op.
    2. door toxines die de glomeruli of andere delen van de nier beschadigen
    3. bij een hogere drempel voor het hormoon ADH bij een tumor van de hypofyse, zoals in het geval bij het syndroom van Cushing
    4. bij een hoge afgifte van schildklierhormonen (T3 en T4) en bijschildklierhormonen (PTH)
    5. gebruik of misbruik van diuretica (plastabletten)

Het onderscheid tussen 1 en 2 is te maken door een dorstproef, waarbij de persoon een aantal uren niet mag drinken. Als een persoon uit categorie 1 ophoudt met drinken zal de urineproductie snel gaan dalen en de urine geconcentreerd worden. Betreft het echter iemand uit groep 2.2 of 2.3 dan kan iemand snel uitdrogen en eventueel in shock raken - reden om een dorstproef onder goede bewaking, mogelijk zelfs in het ziekenhuis uit te voeren.